# Careful! It’s Tepid
Careful! It's Tepid (Voorzichtig! Het is lauw) is de derde ep van de Britse muziekgroep Antique Seeking Nuns (ASN). ASN bestaat uit een band rondom de leden die later Nunbient zouden vormen. ASN had al aangekondigd zichzelf op te heffen na deze derde ep. De ambienttak ging verder onder de naam Nunbient; andere muziek verscheen onder de naam Sanguine Hum. Het boekje bij de ep vertelt de geschiedenis van de band.

## Musici
- Jeff Wonks – zang, gitaar;
- Matt Baber – Rhodes, synthesizers, percussie
- Brad Waissman – basgitaar
- Paul Mallyon – slagwerk

## Tracklist
| Nr. | Titel                     | Duur |
| --- | ------------------------- | ---- |
| 1.  | Leave us a message        |      |
| 2.  | The foulness! The stench! |      |
| 3.  | Dead cheese               |      |
| 4.  | The bearded bag lady      |      |
| 5.  | Ointment for flies        |      |
| 6.  | geen titel                |      |

De hoes is een foto genomen door Carl Glover.